# Zinnebir
Zinnebir is een Belgisch bier. Het wordt gebrouwen in Brasserie de la Senne  (“De Zenne Brouwerij”) te Brussel.

## Achtergrond
Bernard Leboucq en Yvan De Baets, twee Brusselse bierbrouwers, hadden eerst een microbrouwerij in Sint-Pieters-Leeuw, maar omdat die te klein werd, weken ze uit naar Brussel. Ze brouwen verschillende bieren op een artisanale wijze, niet gefilterd, niet gepasteuriseerd, zonder additieven. De naam van het bier verwijst naar de “Zinnekes”. Dit komt van de Zenne, de rivier die door Brussel stroomt. Zinneke betekent kleine Zenne of Zenneke maar was ook de naam voor een straathond, die soms wel in de Zenne gegooid werd. De zinnekes is ook de benaming van de mensen die in Brussel leven. Er zijn allerlei Zinnekes-activiteiten. Het bier werd in 2002 door Bernard Leboucq als hobbybrouwer ontwikkeld ter gelegenheid van de Zinneke Parade.

## Het bier
Zinnebir is een goudblond bier van hoge gisting met een alcoholpercentage van 6%.